# Starsza ochotniczka
Starsza ochotniczka – jeden ze stopni w ZHR. Starsza ochotniczka łączy w sobie dwa lub trzy stopnie: ochotniczka i tropicielka lub ochotniczka, tropicielka i samarytanka. Stopień ten nadawany jest, gdy do drużyny wejdzie harcerka, która ma już 15 lat. Stopień może otworzyć rozkazem drużynowa.